# Disticta atava
Disticta atava är en fjärilsart som beskrevs av Felder 1874. Disticta atava ingår i släktet Disticta och familjen nattflyn. Inga underarter finns listade i Catalogue of Life.